# .45-70 Government
Die .45-70 Government Zentralfeuer-Gewehrpatrone, auch als .45-70-405 bezeichnet, wurde Anfang der 1870er-Jahre gleichzeitig mit dem Springfield-Model-1873-Gewehr als Ordonnanzpatrone für die US-Armee entwickelt.

## Bezeichnung
Im deutschen Nationalen Waffenregister (NWR) wird die Patrone unter Katalognummer 198 unter folgenden Bezeichnungen geführt (gebräuchliche Bezeichnungen in Fettdruck)
- .45-70 Gov (Hauptbezeichnung)
- .45 Springfield
- .45 Trap Door
- .45-70
- .45-70 Government
- .45-70-405
- .45-70 Gov't

## Geschichte

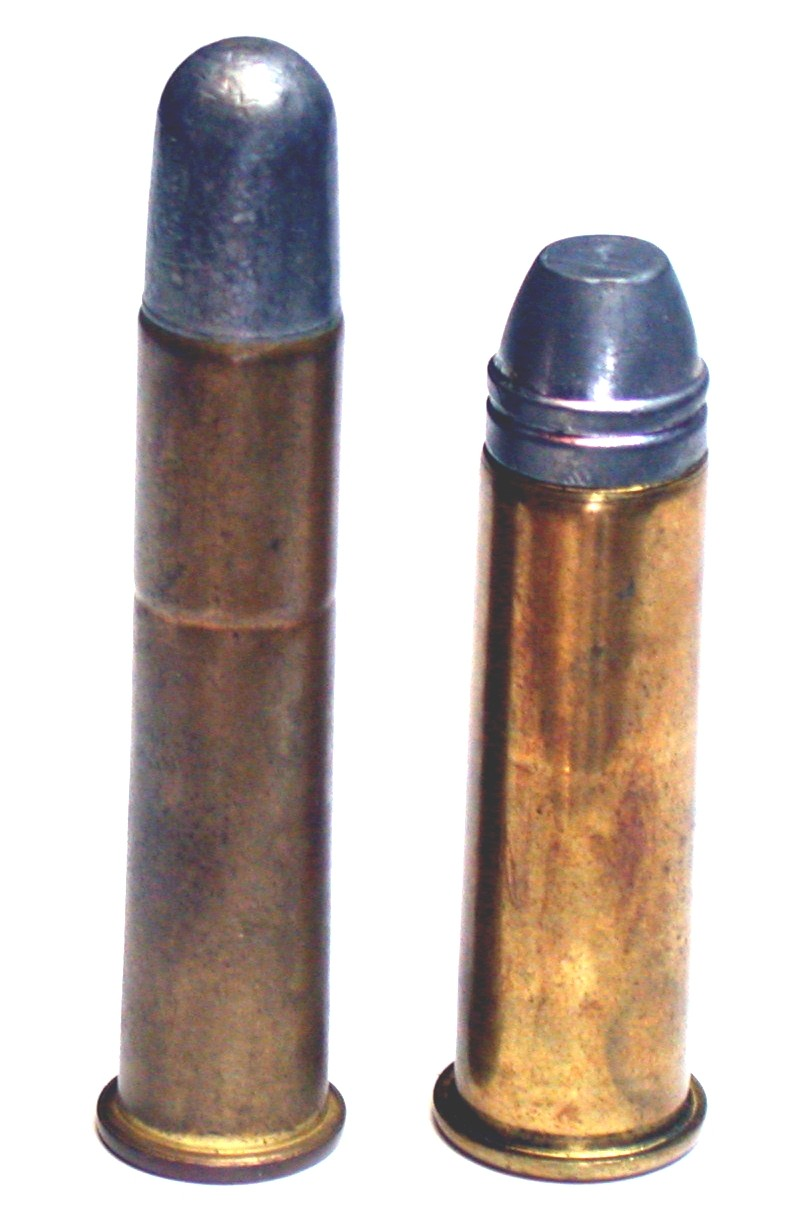
.45-70 (links) im Vergleich zur .50-70

Der Vorgänger der .45–70 war die kurzlebige .50-70-425-Patrone, die 1866 eingeführt und vor allem in auf Hinterladung umgebauten Vorderladergewehren, dem Springfield Allin Conversion Model 1866 und Model 1868 Rifle und dem Springfield Model 1870 Carbine verwendet wurde. Da diese Waffen ballistisch nicht befriedigten, wurde die Entwicklung einer Waffe und der dazugehörigen Munition in einem kleineren Kaliber mit einer höheren Mündungsgeschwindigkeit verlangt, um eine gestrecktere Flugbahn zu erreichen. Die Waffe wurde in der Springfield Armory (Massachusetts) entwickelt und hergestellt. Mit der Entwicklung und Produktion der Munition wurde das Frankford Arsenal in der Nähe von Philadelphia in Pennsylvanien beauftragt, das diese ab 1874 auch serienmäßig herstellte. Diese .45-70-Zentralfeuerpatrone mit einer Schwarzpulverladung von 70 grains wurde die Ordonnanzpatrone für das US Springfield Rifle Musket Model 1873 und seine Varianten. Für den Springfield-Model-73-Karabiner und das Kadettengewehr wurde die Pulverladung auf 55 grains (3,6 g) reduziert, diese leichteren Waffen wären sonst nur schwer zu beherrschen gewesen.
Die .45-70 blieb die Ordonnanz-Gewehrpatrone der US-amerikanischen Armee, der Navy und der Marineinfanterie, bis sie 1894 mit der Einführung des Krag-Gewehres im Kaliber .30-40 Krag abgelöst wurde. Sie wird deshalb auch .45-70 Government genannt. Für sekundäre Truppen blieb sie bis ins 20. Jahrhundert im Dienst, zudem wurde sie an das US-Department des Innern für die mit Remington-Keene-Repetierern bewaffnete Indian Police abgegeben, später kam noch die National Guard und Milizen einzelner Staaten dazu.

## Technik
| Parameter                | Zoll  | mm    |
| ------------------------ | ----- | ----- |
| Geschossdurchmesser      | .458  | 11,6  |
| Hülsenlänge              | 2.105 | 53,5  |
| Hülsen vor Patronenboden | .501  | 12,72 |
| Hülsenhals               | .480  | 12,2  |
| Patronenlänge            | 2.550 | 64,8  |
| Patronenbodendurchmesser | .608  | 15,4  |

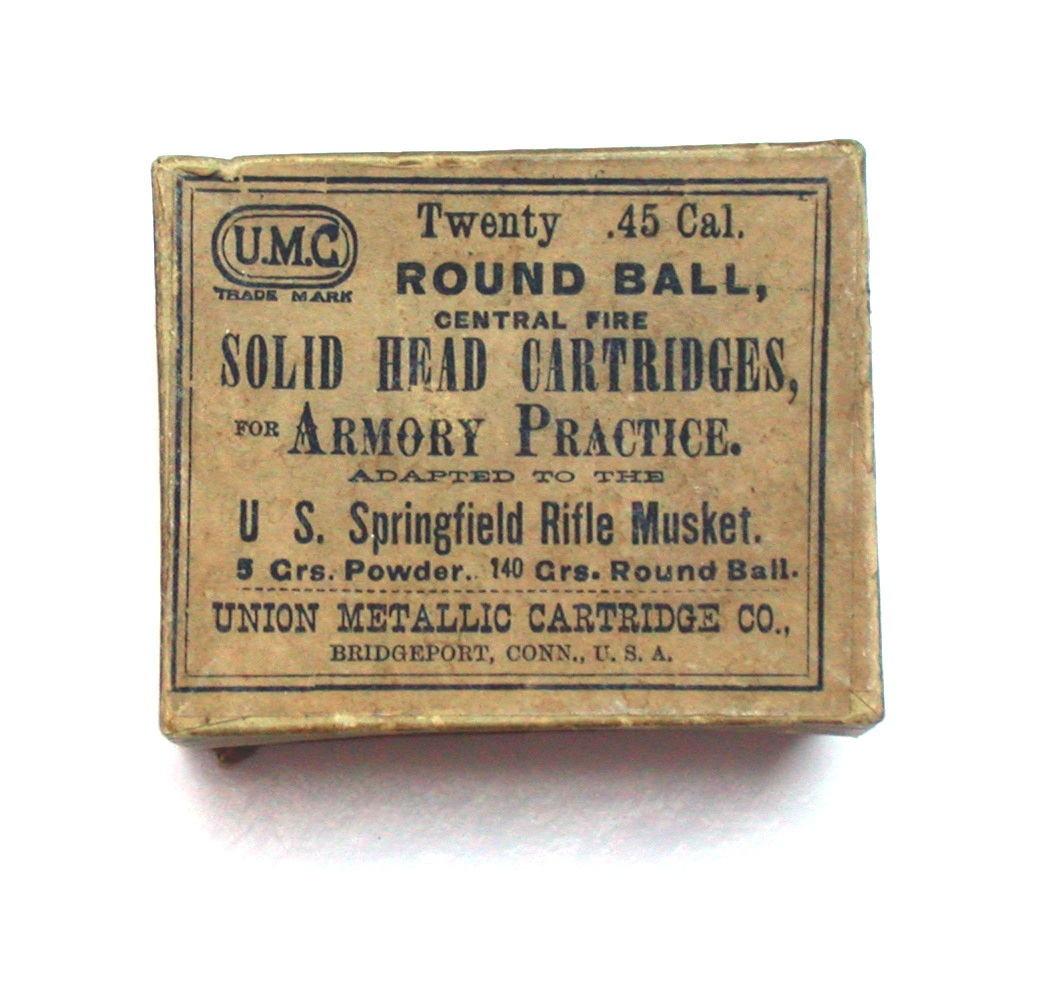
Schachtel für .45-70-Übungspatronen

Die vollständige Bezeichnung der Patrone war .45-70-405: .45 (11,4 mm) für das Kaliber, 70 grains Schwarzpulverladung und 405 grains (26,2 g) Geschossgewicht. Die Hülsen sind leicht konisch.
Die bis 1887 hergestellten Hülsen bestanden aus einer „Bloomfield's Gilding Metal“ genannten Kupferlegierung. Sie hatten bis 1882, wie die .45-Colt-Revolverpatronen, innenliegende Benet-Zünder. Diese frühen Patronen sind am flachen Hülsenboden und an den seitlichen Einpressungen hinten an der Hülse zum Fixieren der von oben eingeschobenen Zündkapsel zu erkennen. Das vorne runde Geschoss aus Weichblei wog 405 Grains und hatte ein Kaliber von .458 Inch (11,6 mm).
Ab 1882 wurde auf Boxer-Zündung umgestellt, was das Wiederladen der Munition im Felde erlaubte. Gleichzeitig wurde für die Infanteriegewehre anstelle des 405 grains (26,2 g) wiegenden Rundkopfgeschosses ein schwereres Geschoss von 500 grains eingeführt, das bessere Resultate im Salven-Weitschuss auf Gruppenziele bringen sollte.
Ab 1888 wurden die Hülsen aus Messing hergestellt, bis 1900 waren diese verzinnt, ab 1900 bis zum Produktionsende waren sie blank.

### Varianten
- Platzpatronen
- Multiball-Patronen mit zwei Rundkugeln
- Schrotpatronen, bei diesen war das Schrot in einer hohlen Holzkugel geladen
- Übungspatronen Armory Practice mit 5 grains Pulverladung und einer Rundkugel von 140 grains

## Hersteller
Außer vom Frankford Arsenal wurde die Munition von folgenden Fremdlieferanten an die US-Armee geliefert:
- Winchester Repeating Arms, New Haven, CT
- Union Metallic Cartridge Company, Bridgeport, CT
- United States Cartridge Company, Lowell, MA

## Zivile Verwendung

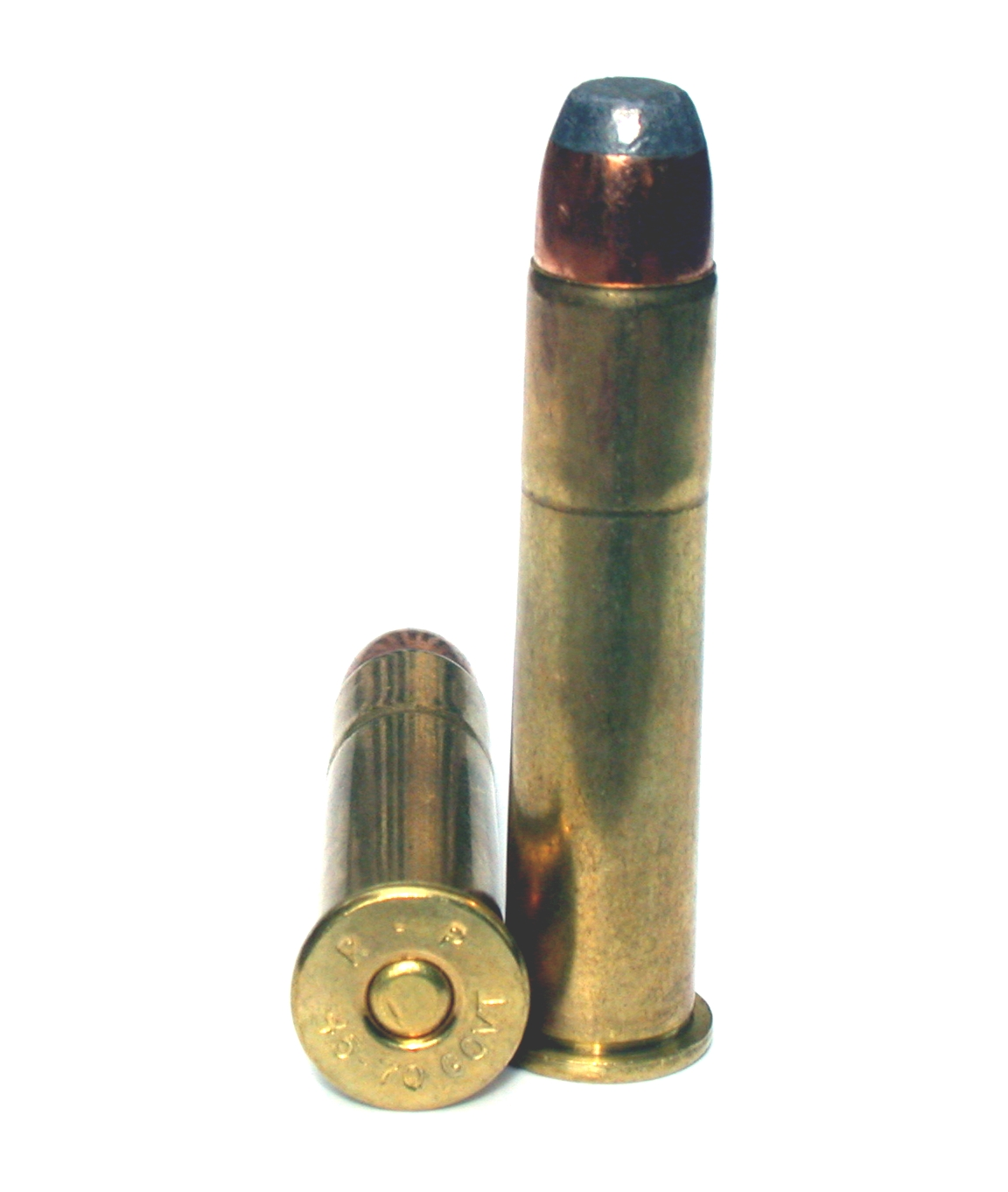
Moderne .45-70-Patronen mit Flachkopf-Teilmantelgeschoss, Patronenlänge 64,4 mm

Wie alle US-Armeepatronen wurde die .45-70 auch im zivilen Bereich verwendet. Diverse Firmen wie Remington, Sharps und Winchester mit dem Unterhebelrepetierer Model 1886 stellten Einzellader und Repetierer für diese Patrone her. Als Jagdmunition ist sie zum Abschuss von allem in Nordamerika vorkommenden Wild geeignet, wegen der bogenförmigen Schussbahn war sie jedoch auf eine praktische Schussdistanz von 120 m beschränkt.
Auch heute wird die Patrone mit diversen Ladungen und Geschossgewichten von 300 bis 500 grains angeboten und diverse Firmen wie Sturm, Ruger & Company, Thompson Center Arms, Marlin Firearms stellen Jagdgewehre im Kaliber .45-70 her.
Von Schwarzpulverschützen wird die Patrone heute in diversen Laborierungen selbst geladen und auch als Platzpatrone für historische Anlässe verwendet.
Die US-amerikanische Firma Magnum Research Inc. in Fridley, MN hat einen fünfschüssigen 2,4 kg schweren Revolver, den BFR 45/70 im Angebot. „BFR“ steht für Big Frame Revolver.
Auch die von Thompson Center Arms hergestellte einschüssige Contender-Kipplaufpistole verschießt moderne .45-70-Patronen, die mit rauchlosem Pulver gefüllt sind. Die Geschossenergie der Patrone beträgt 2700 J, sie ist damit etwa doppelt so stark wie eine .44-Magnum-Patrone.